# 음란 선비
"음란 선비"는 2016년에 개봉한 대한민국의 영화이다.

## 캐스팅
- 오주하 : 희주 역
- 민주 : 명희 역
- 김영준 : 박용주 역